# Neoturris pelagica
Neoturris pelagica är en nässeldjursart som beskrevs av Agassiz och Mayer 1902. Neoturris pelagica ingår i släktet Neoturris och familjen Pandeidae. Inga underarter finns listade i Catalogue of Life.